# Oscar Llamosas Díaz
Oscar Llamosas Diaz (Asunción, 1974) es un economista paraguayo y ministro del Ministerio de Hacienda de Paraguay desde el 29 de octubre de 2020 hasta el 15 de agosto de 2023, nombrado por el presidente Mario Abdo Benítez en reemplazo de Benigno López. Anteriormente era el viceministro de Administración Financiera del Ministerio de Hacienda.